# Think Twice (groupe)
Pour les articles homonymes, voir Think Twice.
Think Twice est un groupe de rock indépendant franco-irlandais, originaire de Paris. Après deux albums, le groupe cesse ses activités en 2011.

## Biographie
Le groupe est formé en 2003 par Jean-Christophe Couderc, Benoit Raymond et Macdara Smith. Le premier EP du groupe, intitulé Under the Bombs, est sorti chez F Communications en avril 2004 alors que les États-Unis envahissaient Bagdad. Leur patchwork musical prenant ses sources dans le rock, la musique électronique, le funk, le jazz et le hip-hop, en font à l'époque en France les pionniers du renouveau no wave et punk-funk dont James Murphy et son groupe LCD Soundsystem seront le fer de lance.
Le premier album du groupe, Unemployed, est publié en 2004, il élargit encore leur spectre musical, en mélangeant mélodies simples, riffs pop et expérimentations sonores.
Teinté d'humour grinçant et de poésie, le groupe est doté d'un univers graphique percutant et d'une évidente volonté de « dire » des choses, peut-être trop (le magazine technikart parle « d'album de pipelette »). Malgré la production lo-fi, il reçoit un accueil enthousiaste de la part de la presse spécialisée et du public alors en pleine mutation, cherchant sa voie dans la mort d'une certaine idée du clubbing et la renaissance de la scène rock.
En 2006, après un dernier maxi Sous-substances EP, Think Twice quitte F Communications. Leur deuxième album intitulé Coco Killed Me sort en avril 2008 sur le label Dialect Recordings. Mixé par Julien Briffaz (Tekel, Bot'ox) et masterisé chez Sterling à New York. Quelques morceaux choisis sont en écoute sur leur page Myspace.
Le groupe cesse ses activités en 2011. Deux des membres jouent ensuite dans le groupe Vox Low.

## Discographie
- 2004 : Unemployed
- 2006 : Sous-substances (EP)
- 2008 : Coco Killed Me